# Адријан Мол: Године капућина
Адријан Мол: Године капућина (енгл. Adrian Mole: The Cappuccino Years) је роман из 1999. године, савремене енглеске књижевнице Сју Таунсенд (енгл. Sue Townsend). Српско издање књиге је објавила издавачка кућа "Лагуна" 2005. у преводу Милице Цветковић.

## О писцу
Сузан Лилијан „Сју“ Таунсенд (2. април 1946 - 10. април 2014) је била британски романописац. Најпознатија је по романима о Адријану Молу. Писала је и позоришне комаде. Дуги низ година боловала је од дијабетеса, због чега је 2001. године остала слепа, и ту тему је уткала у свој рад.

## О књизи
Књига Адријан Мол: Године капућина пета је у низу од осам књига дневничких бележака тинејџера Адријана Мола. 

### Настанак серијала о Адријану Молу
У уметничком часопису "Магазин" су се појавиле прве ауторкине две приче о дечаку који се тада звао Најџел Мол. Убрзо је настала и радио драма „Дневник Најџела Мола, старости 13 година и 1/4“, која је емитована јануара 1982. године. Изиздавачке куће "Methuen" су чули ово емитовање и тражили од ње да напише прву књигу „Тајни дневник Адријана Мола, старости 13 година и 1/4“. Инсистирали су на промени имена и књига је објављена исте те године у септембру.

## Радња
У Књизи Адријан Мол: Године капућина, свом најновијем исповедном дневнику, Адријан је сада тридесетогодишњак. Растат је од егзотичне и успешне Нигеријке, и самохрани је родитељ трогодишњег сина. Запослен је као кувар у лондонском ресторану који је специјализован за храну намењену радничкој класи. Открива да има и старијег сина и преузима одговорност за то, и коначно учи да се носи са животним недаћама.
Забринут је и поставља себи многа питања: да ли може да буде добар отац, због чега ББЦ не жели да емитује његов роман "Бели комби", да ли за њега има места у Блеровој новој Британији, као и на многа друга.

## Главни ликови
- Адријан Мол
- Пандора Брејтвејт
- Џорџ Мол
- Полин Мол
- Меј Мол
- Џо Џо Мол
- Вилијам Мол
- Роузи Мол
- Арчи Тејт
- Глен Ботс